# بویالی (سولواووا)
بویالی (به ترکی استانبولی: Boyalı) یک منطقهٔ مسکونی در ترکیه است که در سولواووا واقع شده‌است.